# 1. Liga (Tschechoslowakei) 1947/48
Die Spielzeit 1947/48 der 1. Liga  war die fünfte reguläre Austragung der höchsten Eishockeyspielklasse der Tschechoslowakei. Mit zwei Siegen (7:1 und 13:5) setzte sich der LTC Prag im Finalspiel gegen den I. ČLTK Prag durch und gewann somit auch die fünfte Ausgabe der 1. Liga. Für die Hauptstädter war es bereits ihr insgesamt zehnter tschechoslowakischer Meistertitel.

## Modus
Wie in der Vorsaison wurde die Liga in zwei Gruppen ausgespielt. Da sich in der Vorsaison der ČSK Říčany im Entscheidungsspiel um den 1. Liga-Aufstieg gegen den SK Slavia Prag mit 4:2 durchgesetzt hatte, wurde die Teilnehmerzahl der Gruppe A wieder auf die Anzahl der Gruppe B (sechs Mannschaften) angepasst. Da jede Mannschaft gegen jeden Gruppengegner einmal spielte, betrug die Gesamtanzahl der Spiele pro Mannschaft in der Hauptrunde fünf Spiele. Die beiden Gruppensieger qualifizierten sich für das Finale um den Meistertitel. Da die Liga im folgenden Jahr die Unterteilung in Gruppen wieder auflöste, stiegen die beiden Letzten jeder Gruppe ab, um mit acht Mannschaften weiterhin eine einfache Runde ausspielen zu können.

## Tabellen

### Gruppe A
| Pl. | Team                     | Sp. | S | U | N | Torv. | Pkt. |
| --- | ------------------------ | --- | - | - | - | ----- | ---- |
| 1.  | I. ČLTK Prag             | 5   | 5 | 0 | 0 | 61:6  | 10   |
| 2.  | HC Stadion Podolí        | 5   | 3 | 0 | 2 | 52:11 | 6    |
| 3.  | SK Prostějov             | 5   | 3 | 0 | 2 | 28:24 | 6    |
| 4.  | SK Horácká Slavia Třebíč | 5   | 2 | 1 | 2 | 13:29 | 5    |
| 5.  | VŠ Bratislava            | 5   | 1 | 1 | 3 | 12:29 | 3    |
| 6.  | ŠK Banská Bystrica       | 5   | 0 | 0 | 5 | 6:63  | 0    |

### Gruppe B
| Pl. | Team                        | Sp. | S | U | N | Torv. | Pkt. |
| --- | --------------------------- | --- | - | - | - | ----- | ---- |
| 1.  | LTC Prag                    | 5   | 5 | 0 | 0 | 55:7  | 10   |
| 2.  | ŠK Bratislava               | 5   | 3 | 1 | 1 | 28:21 | 7    |
| 3.  | AC Sparta Prag              | 5   | 3 | 0 | 2 | 23:18 | 6    |
| 4.  | AC Stadion České Budějovice | 5   | 2 | 1 | 2 | 32:16 | 5    |
| 5.  | ČSK Říčany                  | 5   | 1 | 0 | 4 | 10:31 | 2    |
| 6.  | BK Havlíčkův Brod           | 5   | 0 | 0 | 5 | 13:68 | 0    |

## Finale
Im Finalspiel setzte sich schließlich der Sieger der A-Gruppe, der LTC Prag, mit zwei deutlichen Siegen gegen den Stadtnachbarn I. ČLTK Prag durch. Bester Torschütze der Liga wurde Vladimír Kobranov vom I. ČLTK Prag, der in den insgesamt sechs Spielen seiner Mannschaft 20 Tore erzielte.
- LTC Prag – I. ČLTK Prag 7:1
- I. ČLTK Praha – LTC Prag 5:13

## Meistermannschaft des LTC Prag
| Torhüter      | Bohumil Modrý, Josef Jirka                                                                                       |
| Abwehrspieler | Josef Trousílek, Vilibald Šťovík, Oldřich Zábrodský, Miloslav Pokorný, Oldřich Němec, Přemysl Hainý              |
| Stürmer       | Ladislav Troják, Vladimír Zábrodský, Stanislav Konopásek, Mike Buckna, Karel Stibor, Augustin Bubník, Aleš Sysel |
| Trainer       | Mike Buckna (als Spielertrainer)                                                                                 |